# The Descendants
The Descendants er et amerikansk komediedrama instrueret af Alexander Payne. Manuskriptet, der er skrevet af Payne, Nat Faxon og Jim Rash, er baseret på romanen af samme navn af Kurt Hart Hemmings. Filmen havde George Clooney, Shailene Woodley, Judy Greer, Matthew Lillard og Beau Bridges på rollelisten. Filmen havde verdenspremiere ved Toronto Film Festival, 10. september 2011.
I januar 2012 vandt filmen 2 Golden Globes, og ved Oscaruddelingen 2012 vandt filmen en Oscar for bedste filmatisering.

## Produktion
Filmen, der er optaget på Hawaii, startede indspilningen 15. marts 2010. Det meste af filmen blev filmet i Honolulu og omkring Hanalei Bay. Undervandsfotografen Don King filmede en vigtig scene, hvor Alex King dykker sit hoved under vandoverfladen i en pool, for at skrige sine frustrationer ud under vandet.
Postproduktionen begyndte 14. juni og fortsatte indtil februar 2011.
Der blev brugt musik fra Hawaii i soundtracket inkl. kunstnere som Gabby Pahinui, Ray Kane, Keola Beamer, Lena Machado, Sonny Chillingworth, Jeff Peterson, og Dennis Kamakahi.

## Priser og nomineringer
| Priser                                           | Kategori                                           | Modtager                                                                                    | Resultat  |
| ------------------------------------------------ | -------------------------------------------------- | ------------------------------------------------------------------------------------------- | --------- |
| Oscar                                            | Bedste film                                        | Jim Burke, Alexander Payne and Jim Taylor                                                   | Nomineret |
| Oscar                                            | Bedste Mandlige Hovedrolle                         | George Clooney                                                                              | Nomineret |
| Oscar                                            | Bedste Instruktør                                  | Alexander Payne                                                                             | Nomineret |
| Oscar                                            | Bedste Klipning                                    | Kevin Tent                                                                                  | Nomineret |
| Oscar                                            | Bedste Filmatisering                               | Alexander Payne, Nat Faxon & Jim Rash                                                       | Vinder    |
| American Film Institute                          | Årets film                                         |                                                                                             | Vinder    |
| Australian Academy of Cinema and Television Arts | Bedste Internationale Film                         |                                                                                             | Nomineret |
| Australian Academy of Cinema and Television Arts | Bedste internationale manuskript                   | Alexander Payne, Nat Faxon and Jim Rash                                                     | Nomineret |
| Australian Academy of Cinema and Television Arts | Bedste Mandlige Hovedrolle – Internationalt        | George Clooney                                                                              | Nomineret |
| Boston Society of Film Critics Award             | Bedste Skuespiller                                 | George Clooney                                                                              | Nomineret |
| Boston Society of Film Critics Award             | Bedste musik i en film                             |                                                                                             | Nomineret |
| BAFTA Awards                                     | Bedste Film                                        | Jim Burke, Alexander Payne and Jim Taylor                                                   | Nomineret |
| BAFTA Awards                                     | Bedste Mandlige Hovedrolle                         | George Clooney                                                                              | Nomineret |
| BAFTA Awards                                     | Bedste Filmatisering                               | Alexander Payne, Nat Faxon & Jim Rash                                                       | Nomineret |
| Chicago Film Critics Association                 | Bedste Film                                        |                                                                                             | Nomineret |
| Chicago Film Critics Association                 | Bedste Instruktør                                  | Alexander Payne                                                                             | Nomineret |
| Chicago Film Critics Association                 | Bedste Mandlige Hovedrolle                         | George Clooney                                                                              | Nomineret |
| Chicago Film Critics Association                 | Bedste Kvindelige Birolle                          | Shailene Woodley                                                                            | Nomineret |
| Chicago Film Critics Association                 | Bedste Filmatisering                               | Alexander Payne, Nat Faxon, and Jim Rash                                                    | Nomineret |
| Chicago Film Critics Association                 | Bedste Lovende Performer                           | Shailene Woodley                                                                            | Nomineret |
| Chlotrudis Society for Independent Film          | Bedste Kvindelige Hovedrolle                       | Shailene Woodley                                                                            | TBA       |
| Chlotrudis Society for Independent Film          | Bedste Filmatisering                               | Alexander Payne, Nat Faxon, and Jim Rash                                                    | TBA       |
| Critics' Choice Movie Awards                     | Bedste Film                                        |                                                                                             | Nomineret |
| Critics' Choice Movie Awards                     | Bedste Mandlige Hovedrolle                         | George Clooney                                                                              | Vinder    |
| Critics' Choice Movie Awards                     | Bedste Kvindelige Birolle                          | Shailene Woodley                                                                            | Nomineret |
| Critics' Choice Movie Awards                     | Bedste Unge Skuespiller                            | Shailene Woodley                                                                            | Nomineret |
| Critics' Choice Movie Awards                     | Bedste Skuespillertrup                             |                                                                                             | Nomineret |
| Critics' Choice Movie Awards                     | Bedste Instruktør                                  | Alexander Payne                                                                             | Nomineret |
| Critics' Choice Movie Awards                     | Bedste Filmatisering                               | Alexander Payne, Nat Faxon and Jim Rash                                                     | Nomineret |
| Denver Film Critics Society                      | Bedste Film                                        |                                                                                             | Nomineret |
| Denver Film Critics Society                      | Bedste Instruktør                                  | Alexander Payne                                                                             | Nomineret |
| Denver Film Critics Society                      | Bedste Mandlige Hovedrolle                         | George Clooney                                                                              | Nomineret |
| Denver Film Critics Society                      | Bedste Kvindelige Birolle                          | Shailene Woodley                                                                            | Vinder    |
| Denver Film Critics Society                      | Bedste Kvindelige Birolle                          | Judy Greer                                                                                  | Nomineret |
| Denver Film Critics Society                      | Bedste Nye Stjerne                                 | Shailene Woodley                                                                            | Nomineret |
| Denver Film Critics Society                      | Bedste Manuskript                                  | Alexander Payne, Nat Faxon & Jim Rash                                                       | Vinder    |
| Detroit Film Critics Society                     | Bedste Film                                        |                                                                                             | Nomineret |
| Detroit Film Critics Society                     | Bedste Mandlige Hovedrolle                         | George Clooney                                                                              | Nomineret |
| Detroit Film Critics Society                     | Breakthrough Performance                           | Shailene Woodley                                                                            | Nomineret |
| Florida Film Critics Circle                      | Bedste Film                                        |                                                                                             | Vinder    |
| Florida Film Critics Circle                      | Bedste Kvindelige Birolle                          | Shailene Woodley                                                                            | Vinder    |
| Florida Film Critics Circle                      | Bedste Filmatisering                               | Alexander Payne, Nat Faxon, and Jim Rash                                                    | Vinder    |
| Golden Globe                                     | Bedste Film – Drama                                | –                                                                                           | Vinder    |
| Golden Globe                                     | Bedste Instruktør                                  | Alexander Payne                                                                             | Nomineret |
| Golden Globe                                     | Bedste Mandlige Hovedrolle                         | George Clooney                                                                              | Vinder    |
| Golden Globe                                     | Bedste Kvindelige Birolle                          | Shailene Woodley                                                                            | Nomineret |
| Golden Globe                                     | Bedste Manuskript                                  | Alexander Payne, Nat Faxon and Jim Rash                                                     | Nomineret |
| Independent Spirit Awards                        | Bedste Film                                        | –                                                                                           | Nomineret |
| Independent Spirit Awards                        | Bedste Instruktør                                  | Alexander Payne                                                                             | Nomineret |
| Independent Spirit Awards                        | Bedste Kvindelige Birolle                          | Shailene Woodley                                                                            | Vinder    |
| Independent Spirit Awards                        | Bedste Manuskipt                                   | Alexander Payne, Nat Faxon, and Jim Rash                                                    | Vinder    |
| Los Angeles Film Critics Association             | Bedste Film                                        |                                                                                             | Vidner    |
| Los Angeles Film Critics Association             | Bedste Manuskript                                  | Alexander Payne, Nat Faxon, and Jim Rash                                                    | Nomineret |
| National Board of Review                         | Top 10 film                                        | –                                                                                           | Vinder    |
| National Board of Review                         | Bedste Mandlige Hovedrolle                         | George Clooney                                                                              | Vinder    |
| National Board of Review                         | Bedste Kvindelige Birolle                          | Shailene Woodley                                                                            | Vinder    |
| National Board of Review                         | Bedste Filmatisering                               | Alexander Payne, Nat Faxon, and Jim Rash                                                    | Vinder    |
| New York Film Critics Online                     | Bedste Manuskript                                  | Alexander Payne, Nat Faxon, and Jim Rash                                                    | Vinder    |
| Online Film Critics Society                      | Bedste Film                                        |                                                                                             | Nomineret |
| Online Film Critics Society                      | Bedste Mandlige Hovedrolle                         | George Clooney                                                                              | Nomineret |
| Online Film Critics Society                      | Bedste Kvindelige Birolle                          | Shailene Woodley                                                                            | Nomineret |
| Online Film Critics Society                      | Bedste Filmatisering                               |                                                                                             | Nomineret |
| Phoenix Film Critics Society                     | Bedste Film                                        |                                                                                             | Nomineret |
| Phoenix Film Critics Society                     | Bedste Instruktør                                  | Alexander Payne                                                                             | Nomineret |
| Phoenix Film Critics Society                     | Bedste Mandlige Hovedrolle                         | George Clooney                                                                              | Nomineret |
| Phoenix Film Critics Society                     | Bedste Kvindelige Birolle                          | Shailene Woodley                                                                            | Nomineret |
| Phoenix Film Critics Society                     | Bedste Filmatisering                               | Alexander Payne, Nat Faxon, and Jim Rash                                                    | Nomineret |
| Phoenix Film Critics Society                     | Breakthrough Performance on Camera                 | Shailene Woodley                                                                            | Nomineret |
| Phoenix Film Critics Society                     | Bedste Unge Kvindelige Skuespiller                 | Amara Miller                                                                                | Nomineret |
| Producers Guild of America Award                 | Outstanding Producer of Theatrical Motion Pictures | Jim Burke, Alexander Payne, Jim Taylor                                                      | Nomineret |
| Screen Actors Guild Awards                       | Bedste Ensemble                                    | Beau Bridges, George Clooney, Robert Forster, Judy Greer, Matthew Lillard, Shailene Woodley | Nomineret |
| Screen Actors Guild Awards                       | Bedste Mandlige Hovedrolle                         | George Clooney                                                                              | Nomineret |
| Satellite Awards                                 | Bedste Film – Drama                                |                                                                                             | Vinder    |
| Satellite Awards                                 | Bedste Mandlige Hovedrolle                         | George Clooney                                                                              | Nomineret |
| Satellite Awards                                 | Bedste Kvindelige Birolle                          | Judy Greer                                                                                  | Nomineret |
| Satellite Awards                                 | Bedste Instruktør                                  | Alexander Payne                                                                             | Nomineret |
| Satellite Awards                                 | Bedste Filmatisering                               | Alexander Payne, Nat Faxon and Jim Rash                                                     | Vinder    |
| Satellite Awards                                 | Bedste Klipning                                    |                                                                                             | Nomineret |
| Washington D.C. Area Film Critics Association    | Bedste Skuespiller                                 | George Clooney                                                                              | Vinder    |
| Washington D.C. Area Film Critics Association    | Bedste Filmatisering                               | Alexander Payne, Nat Faxon and Jim Rash                                                     | Vinder    |
| Washington D.C. Area Film Critics Association    | Bedste Film                                        |                                                                                             | Nomineret |
| Washington D.C. Area Film Critics Association    | Bedste Instruktør                                  | Alexander Payne                                                                             | Nomineret |
| Washington D.C. Area Film Critics Association    | Bedste Kvindelige Birolle                          | Shailene Woodley                                                                            | Nomineret |